# Atherinosoma
Atherinosoma Laporte, 1872 è un genere di pesci ossei appartenenti alla famiglia Atherinidae.

## Descrizione
Sono pesci dalle dimensioni contenute, con un aspetto uniforme e allungato, caratterizzato dalla presenza di pinne dorsali separate da un ampio spazio.

## Distribuzione e habitat
Le specie di questo genere sono state censite nelle acque vicino alle coste sudorientali dell'Australia.

## Tassonomia
Comprende le seguenti specie:
- Atherinosoma elongata (Klunzinger, 1879)
- Atherinosoma microstoma (Günther, 1861)